# Мангостан

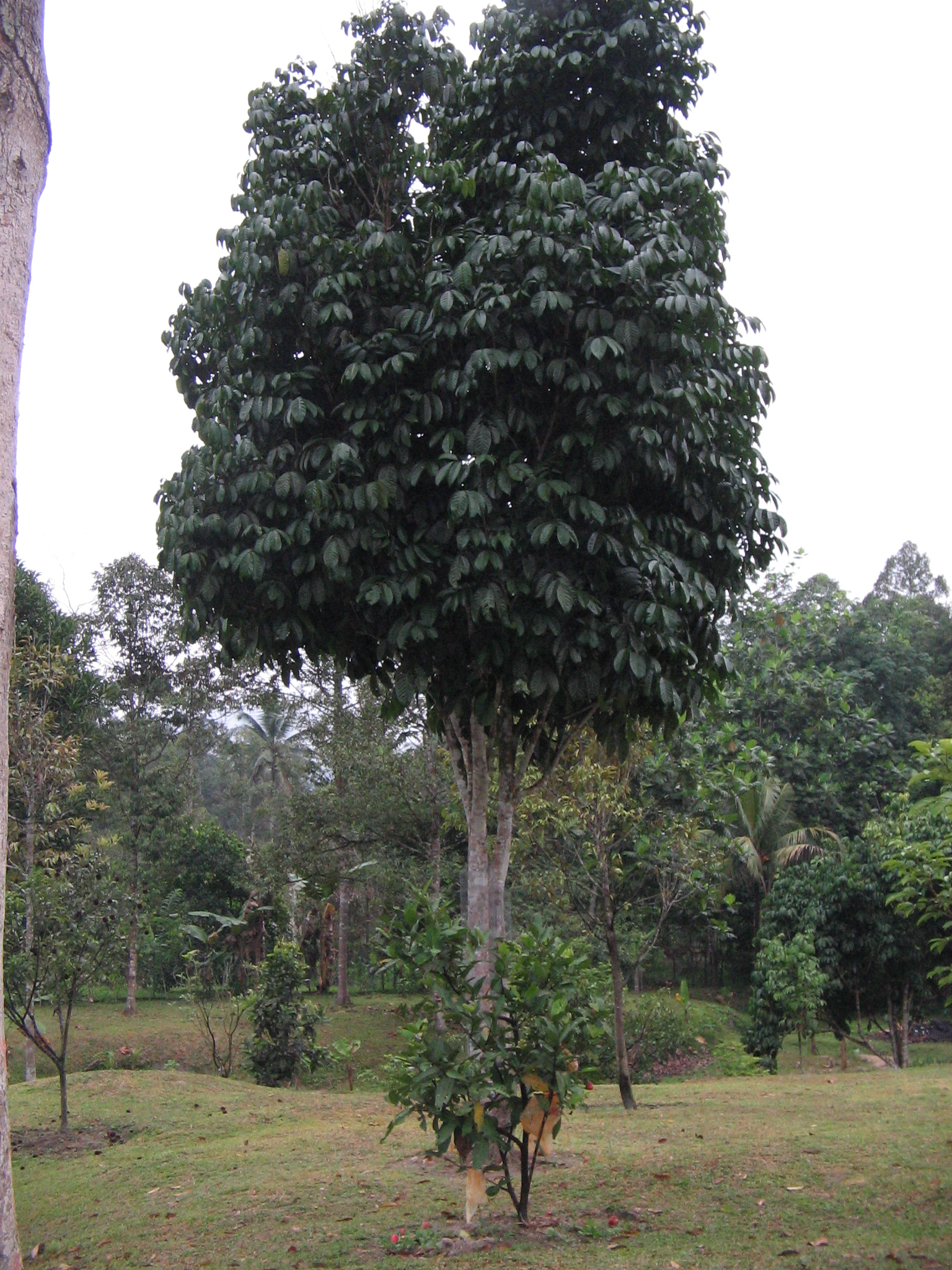
Мангостанове дерево

Мангостан — також мангустан, мангостана, мангостін, гарцинія, мангкут (Garcinia mangostana) — плодове дерево родини клузієві, а також його плоди.

## Опис
Мангостан — високе вічнозелене дерево заввишки до 25 м з пірамідальною кроною і чорно-бурою корою. Листя овально-довгасте, темно-зелене зверху і жовто-зелене знизу, 9–25 см завдовжки і 4,5–10 см завширшки. Молоде листя — рожеве. Квіти з м'ясистими зеленими з червоними плямами пелюстками. Плід круглий, діаметром 3,4–7,5 см, зверху покритий товстою (до 1 см) бордово-фіолетовою неїстівною, що містить клейкий латекс, шкіркою, під якою знаходиться 4–8 сегментів білої їстівної м'якоті з щільно прилеглим до неї насінням.
Перші плоди на деревах з'являються пізно, на 9–20 рік життя дерева. Однак рослина мангостана, що плодоносить — видовище приголомшливе: на тлі шкірястого темно-зеленого листя яскраво виділяються округлі пурпурові плоди. Плоди у діаметрі 6–9 см важать від 80 до 200 грамів. Шкірка швидше нагадує кору: щільна, міцна (на зуб краще не куштувати), товщиною до 5 мм. На її частку припадає до 2/3 плоду.

## Поширення
Батьківщина мангостану — Південно-Східна Азія. Широко культивується у Таїланді, М'янмі, В'єтнамі, Камбоджі, Малайзії, Індії, на Шрі-Ланці, Філіппінах, Антильських островах, в Центральній Америці, Колумбії, тропічній Африці — (Занзибар, Ліберія, Гана та Габон).

## Використання
Білі сегменти м'якоті плодів мангостану їстівні у свіжому вигляді, іноді вони консервуються. Є популярним також і сік мангостану. Відвар листя і кори вживають при шигельозі, амебіазі, інших діарейних хворобах і для зниження підвищеної температури тіла. Кора містить антиоксиданти. М'якоть та шкаралупа плодів містить ксантони, флавоноїди та полісахариди.

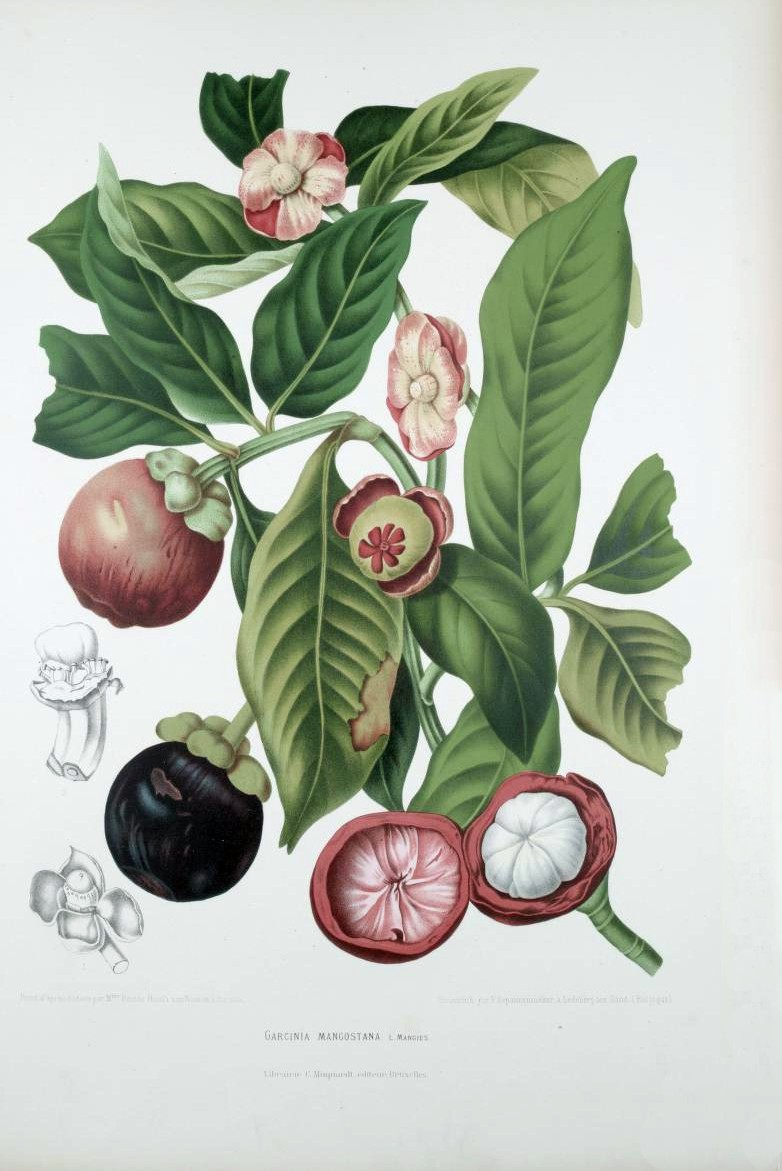
Вигляд гілки з листям та квітками мангостану з ботанічного довідника

За даними наукових досліджень в Університеті Тафтса, Бостон, нещодавно був розроблений метод, названий ORAC (Oxygen Radical Absorbing Capacity) — Метод аналізу загальної ємності антиоксидантної здатності у продуктах харчування. Значення ORAC є мірою ефекту очищення від вільних радикалів природних продуктів, харчових продуктів і фруктових соків, а також бере до уваги сукупність речовин, що створюють антиоксидантний захист. Чим вище значення ORAC, тим сильніший антиоксидантний потенціал.